# Brett Duff
Brett Duff (17 de julio de 2001) es un deportista de los Países Bajos que compite en atletismo. Ganó una medalla de bronce en el Campeonato Europeo de Atletismo Sub-20 de 2019, en la prueba de 4 × 100 m.